# Partida de Porpres
Porpres és una partida del terme municipal de Reus a la comarca catalana del Baix Camp.
És un territori gran, al sud de la Capella, des del tram del Camí dels Morts comprès entre el Mas de Barrera i el Barri Montserrat fins al Mas Vermell i el Mas de Maleres. D'allí en avall s'entra en territori de Mascalbó, cosa que fa que hi hagi gent que digui que Porpres i Mascalbó són la mateixa cosa. Pel cantó de l'est té el terme de Vila-seca, i pel ponent, Aigüesverds. Hi ha alguns masos importants, com el Mas de Valls. Limita també amb Rubió.
Als segles xii i xiii havia constituït un terme a banda, amb població pròpia. A final del segle xv no hi havia cap resident fix. Havia format part del Territori de Tarragona, unes possessions de l'arquebisbe de Tarragona que comprenien diverses terres de Reus, Vila-seca, La Canonja, Masricard, La Boella i Mascalbó. Encara molt tardanament ("Actes municipals" 16-I-1837) figura entre els pobles que formen el partit de Reus i aporta una quantitat de diners per a la compra d'armament.